# Поєнь-Солка
Поєнь-Солка, Поєні-Солка (рум. Poieni-Solca) — комуна у повіті Сучава в Румунії. До складу комуни входить єдине село Поєнь-Солка.
Комуна розташована на відстані 361 км на північ від Бухареста, 27 км на захід від Сучави, 140 км на північний захід від Ясс.

## Населення
2009 року в комуні проживали 2085 осіб.